# Autographa russea
Autographa russea là một loài bướm đêm trong họ Noctuidae.